# Nezumia suilla
Nezumia suilla är en fiskart som beskrevs av Marshall och Iwamoto, 1973. Nezumia suilla ingår i släktet Nezumia och familjen skolästfiskar. Inga underarter finns listade i Catalogue of Life.